# Dominik Bury
Dominik Bury (* 29. November 1996 in Istebna) ist ein polnischer Skilangläufer.

## Werdegang
Bury, der seit 2019 für den KS AZS-AWF Katowice startet und vorher für den MKS Istebna startete, lief im Dezember 2012 in Horní Mísečky erstmals im Slavic Cup und belegte dabei den 86. Platz über 10 km klassisch und den 42. Platz über 15 km Freistil. Bei den Nordischen Junioren-Skiweltmeisterschaften 2014 im Fleimstal errang er den 74. Platz im Sprint, den 39. Platz im Skiathlon und den 17. Platz mit der Staffel. Im Februar 2015 holte er in Zakopane über 15 km Freistil seinen ersten Sieg im Slavic Cup. Bei den Nordischen Junioren-Skiweltmeisterschaften in Almaty kam er auf den 50. Platz im Sprint, auf den 15. Rang über 10 km Freistil und auf den 14. Platz im Skiathlon. Im Januar 2016 debütierte er in Nové Město im Skilanglauf-Weltcup und belegte dabei den 18. Platz mit der Staffel. Bei den Nordischen Junioren-Skiweltmeisterschaften 2016 in Râșnov erreichte er den 47. Platz im Sprint, den 26. Rang über 10 km klassisch und den 18. Platz über 15 km Freistil. Zudem wurde er 2016 erstmals polnischer Meister über 10 km klassisch. Zu Beginn der Saison 2016/17 gelang ihn der 65. Platz bei der Weltcup-Minitour in Lillehammer. Bei den U23-Weltmeisterschaften 2017 in Soldier Hollow errang er den 23. Platz im Sprint und den zehnten Platz über 15 km Freistil. Im Februar 2017 kam er bei den Nordischen Skiweltmeisterschaften 2017 in Lahti auf den 41. Platz über 15 km klassisch und zusammen mit Maciej Staręga auf den zehnten Platz im Teamsprint und gewann erneut bei den polnischen Meisterschaften Gold über 10 km klassisch. In der Saison 2017/18 errang er den 63. Platz beim Ruka Triple und den 70. Platz beim Weltcupfinale in Falun. Bei den U23-Weltmeisterschaften 2018 in Goms kam er auf den 44. Platz im Sprint. Im Februar 2018 lief er bei den Olympischen Winterspielen in Pyeongchang auf den 52. Platz im Skiathlon, auf den 33. Rang über 15 km Freistil und auf den 13. Platz zusammen mit Maciej Staręga im Teamsprint. Zudem triumphierte er bei den polnischen Meisterschaften 2018 in Szklarska Poręba im Mixed-Teamsprint und über 15 km Freistil.
In der Saison 2018/19 holte Bury drei Siege im Slavic Cup und einen zweiten Platz und erreichte damit zum Saisonende den zweiten Platz in der Gesamtwertung. Bei den U23-Weltmeisterschaften 2019 in Lahti kam er auf den 40. Platz im Sprint, auf den 19. Rang über 15 km Freistil und auf den 18. Platz im 30-km-Massenstartrennen. Beim Saisonhöhepunkt den Nordischen Skiweltmeisterschaften 2019 in Seefeld in Tirol lief er auf den 62. Platz über 15 km klassisch, auf den 47. Rang im Sprint und auf den 18. Platz zusammen mit Maciej Staręga im Teamsprint. Außerdem siegte er bei den polnischen Meisterschaften 2019 über 15 km Freistil und 30 km klassisch. Zu Beginn der Saison 2019/20 holte er beim Ruka Triple, das er auf dem 46. Platz beendete, mit dem 19. Platz in der Verfolgung seine ersten Weltcuppunkte. Es folgte der 24. Platz bei der Tour de Ski 2019/20 und Siege beim Slavic Cup in Zakopane über 15 km klassisch und in Štrbské Pleso im Sprint. Zudem gewann er den Bieg Piastów über 50 km klassisch und errang zum Saisonende den sechsten Platz in der Gesamtwertung des Slavic Cups. In der folgenden Saison errang er den 51. Platz beim Ruka Triple und beim Slavic Cup in Zakopane den zweiten Platz im 30-km-Massenstartrennen. Seine besten Resultate bei den Nordischen Skiweltmeisterschaften 2021 in Oberstdorf waren der 32. Platz über 15 km Freistil und der zehnte Rang zusammen mit Maciej Staręga im Teamsprint. Bei den polnischen Meisterschaften 2021 in Zakopane gewann er über 10 km Freistil, 30 km Freistil, 15 km klassisch und zusammen mit seinem Bruder Kamil Bury im Teamsprint jeweils Gold. 
In der Saison 2021/22 gewann Bury mit drei Siegen bei Rennen beim Slavic Cup, die zugleich zur polnischen Meisterschaften gehörten, die Gesamtwertung. Die Tour de Ski 2021/22 beendete er auf dem 31. Platz. Beim Saisonhöhepunkt, den Olympischen Winterspielen 2022 in Peking, belegte er den 30. Platz im 50-km-Massenstartrennen, den 27. Rang über 15 km klassisch und den 26. Platz im Skiathlon.

## Erfolge

### Siege bei Continental-Cup-Rennen
| Nr. | Datum             | Ort           | Disziplin                  | Serie      |
| --- | ----------------- | ------------- | -------------------------- | ---------- |
| 1.  | 22. Februar 2015  | Zakopane      | 15 km Freistil             | Slavic Cup |
| 2.  | 10. März 2019     | Wisła         | 15 km Freistil             | Slavic Cup |
| 3.  | 23. März 2019     | Kremnica      | 10 km klassisch            | Slavic Cup |
| 4.  | 24. März 2019     | Kremnica      | 15 km Freistil Massenstart | Slavic Cup |
| 5.  | 2. Februar 2019   | Zakopane      | 15 km klassisch            | Slavic Cup |
| 6.  | 9. Februar 2020   | Štrbské Pleso | Sprint Freistil            | Slavic Cup |
| 7.  | 11. Januar 2022   | Zakopane      | Sprint Freistil            | Slavic Cup |
| 8.  | 12. Januar 2022   | Zakopane      | 15 km klassisch            | Slavic Cup |
| 9.  | 26. März 2022     | Zakopane      | 10 km klassisch            | Slavic Cup |
| 10. | 15. Dezember 2024 | Štrbské Pleso | 10 km Freistil             | Slavic Cup |

### Siege bei Skimarathon-Rennen
- 2020 Bieg Piastów, 50 km klassisch

## Teilnahmen an Weltmeisterschaften und Olympischen Winterspielen

### Olympische Spiele
- 2018 Pyeongchang: 13. Platz Teamsprint Freistil, 33. Platz 15 km Freistil, 52. Platz 30 km Skiathlon
- 2022 Peking: 26. Platz 30 km Skiathlon, 27. Platz 15 km klassisch, 30. Platz 50 km Freistil Massenstart

### Nordische Skiweltmeisterschaften
- 2017 Lahti: 10. Platz Teamsprint klassisch, 14. Platz Staffel, 41. Platz 15 km klassisch
- 2019 Seefeld in Tirol: 18. Platz Teamsprint klassisch, 47. Platz Sprint Freistil, 62. Platz 15 km klassisch
- 2021 Oberstdorf: 10. Platz Teamsprint Freistil, 14. Platz Staffel, 32. Platz 15 km Freistil, 38. Platz 50 km klassisch Massenstart
- 2023 Planica: 8. Platz Teamsprint Freistil, 38. Platz 50 km klassisch Massenstart, 44. Platz 15 km Freistil
- 2025 Trondheim: 25. Platz 50 km Freistil Massenstart, 36. Platz 20 km Skiathlon, 44. Platz 10 km klassisch, 49. Platz Sprint Freistil

## Platzierungen im Weltcup

### Weltcup-Statistik
Die Tabelle zeigt die erreichten Platzierungen im Einzelnen.
- 1.–3. Platz: Anzahl der Podiumsplatzierungen
- Top 10: Anzahl der Platzierungen unter den ersten zehn
- Punkteränge: Anzahl der Platzierungen innerhalb der Punkteränge
- Starts: Anzahl gelaufener Rennen in der jeweiligen Disziplin
- Hinweis: Bei den Distanzrennen erfolgt die Einordnung gemäß FIS.

| Platzierung               | Distanzrennen a | Distanzrennen a | Distanzrennen a | Distanzrennen a | Distanzrennen a | Skiathlon Verfolgung | Sprint | Etappen- rennen b | Gesamt | Team   | Team    |
| Platzierung               | ≤ 5 km          | ≤ 10 km         | ≤ 15 km         | ≤ 30 km         | > 30 km         | Skiathlon Verfolgung | Sprint | Etappen- rennen b | Gesamt | Sprint | Staffel |
| ------------------------- | --------------- | --------------- | --------------- | --------------- | --------------- | -------------------- | ------ | ----------------- | ------ | ------ | ------- |
| 1. Platz                  |                 |                 |                 |                 |                 |                      |        |                   |        |        |         |
| 2. Platz                  |                 |                 |                 |                 |                 |                      |        |                   |        |        |         |
| 3. Platz                  |                 |                 |                 |                 |                 |                      |        |                   |        |        |         |
| Top 10                    |                 |                 |                 |                 |                 |                      |        |                   |        | 1      |         |
| Punkteränge               |                 | 9               | 6               | 4               | 1               | 6                    | 4      | 7                 | 37     | 5      | 5       |
| Starts                    |                 | 19              | 33              | 8               | 1               | 21                   | 32     | 9                 | 123    | 5      | 5       |
| Stand: Saisonende 2024/25 |                 |                 |                 |                 |                 |                      |        |                   |        |        |         |

### Weltcup-Gesamtplatzierungen
| Saison  | Gesamt | Gesamt | Distanz | Distanz | Sprint | Sprint |
| Saison  | Punkte | Platz  | Punkte  | Platz   | Punkte | Platz  |
| ------- | ------ | ------ | ------- | ------- | ------ | ------ |
| 2019/20 | 70     | 68.    | 42      | 50.     | -      | -      |
| 2021/22 | 29     | 87.    | 19      | 57.     | -      | -      |
| 2022/23 | 327    | 48.    | 144     | 53.     | 75     | 69.    |
| 2024/25 | 270    | 63.    | 216     | 43.     | -      | -      |